# Kalin Terziyski
Kalin Terziyski (en bulgare : Калин Терзийски), né le 22 mars 1970 à Sofia, est un écrivain bulgare.

## Biographie
Psychiatre de formation, il abandonne la carrière médicale au début des années 2000 pour se consacrer à l'écriture. Il est l'auteur de romans, de nouvelles et de poèmes.
Il est l'un des lauréats du prix de littérature de l'Union européenne 2011, avec son recueil de nouvelles Има ли кой да ви обича (Y a-t-il personne pour vous aimer ?).